# خوابالوصاریغ‌ها
خوابالوصاریغ‌ها (نام علمی: Cercartetus) سرده‌ای از صاریغ‌های استرالیایی بسیار ریزجثه است که اغلب از آن‌ها با نام صاریغ‌های کوتوله یاد می‌شود. این سرده دارای ۴ گونه است و به همراه سرده کوتوله‌صاریغ‌ها تشکیل دهنده تیره کوتوله‌صاریغان هستند. نام خوابالو به این دلیل به اعضای این گروه گفته می‌شود که آن‌ها در طول روز در لانه‌های ساخته شده از برگ و تنهٔ درختان که درون سوراخ تنهٔ درخت کنده می‌شوند، می‌خوابند و تنها شب‌ها به غذاخوردن می‌پردازند.
- سرده Cercartetus
  - صاریغ کوتوله دم‌دراز، Cercartetus caudatus
  - صاریغ کوتوله غربی، Cercartetus concinnus
  - صاریغ کوتوله تاسمانی، Cercartetus lepidus
  - صاریغ کوتوله شرقی، Cercartetus nanus